# Torre Atalayola

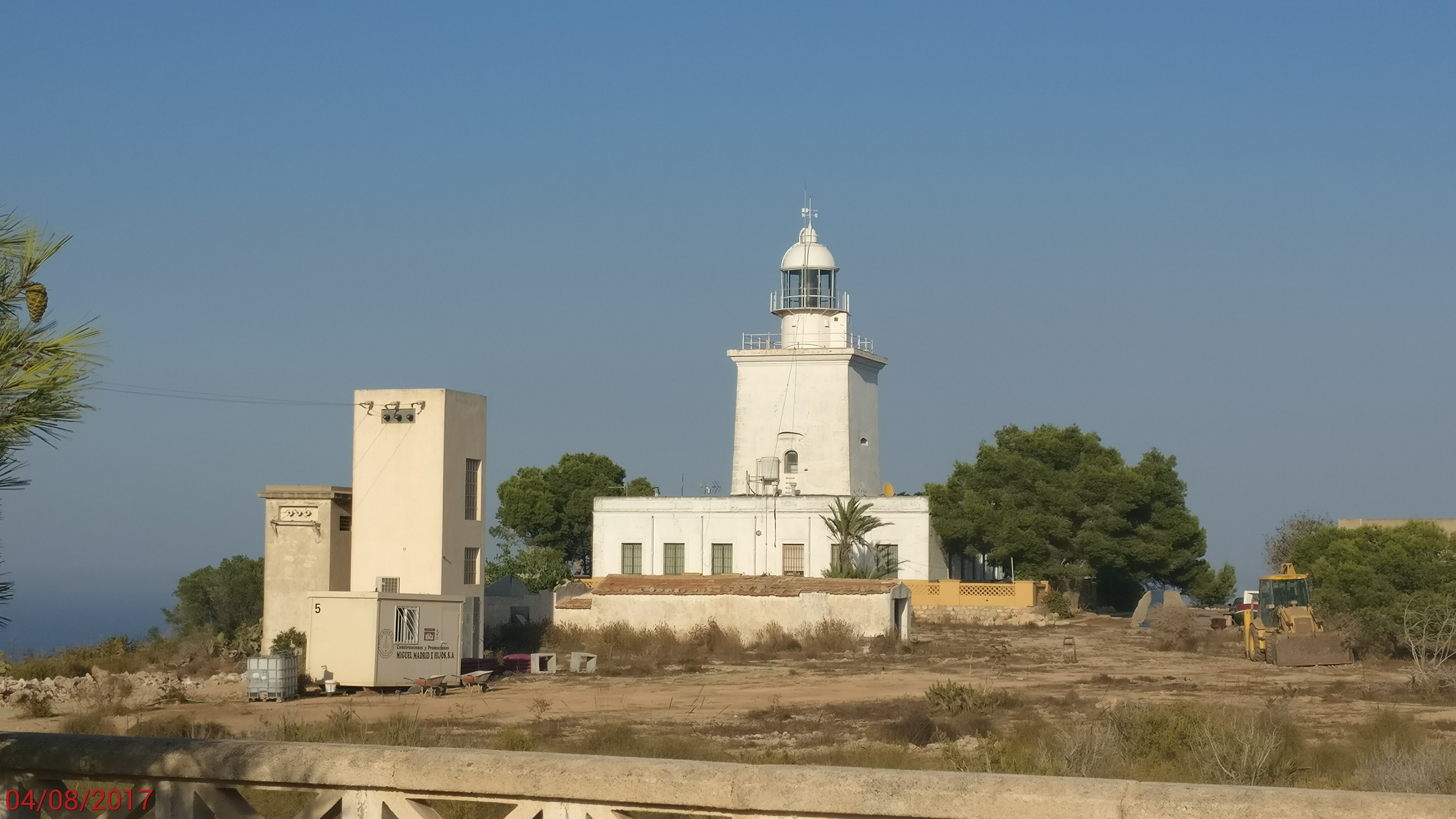
Estado actual de la Torre Atalayola (2017).

La torre de la Atalayola (en valenciano torre de la Talaiola) fue una de las torres de vigilancia costera  que se levantaron desde 1552 en el litoral alicantino (Comunidad Valenciana, España). Estaba situada en el punto más alto del cabo de Santa Pola y, dada su buena visibilidad, en 1858 se erigió sobre ella el actual faro de Santa Pola.
Era una torre de planta cuadrada, ataluzada en todo su cuerpo y rematada por una cornisa. En sus paredes de mampostería aparecían aperturas de aspilleras horizontales, y las esquinas estaban hechas con sillares. Actualmente se encuentra muy modificada, enlucida y pintada, pero es todavía identificable.